# Simulium manokwariense
Simulium manokwariense är en tvåvingeart som beskrevs av Takaoka 2003. Simulium manokwariense ingår i släktet Simulium och familjen knott. Inga underarter finns listade i Catalogue of Life.